# Herre, förbarma dig (Graduale Romanum XII)
Herre, förbarma dig från Graduale Romanum XII är ett moment i den kristna mässan som heter Kyrie och den är skriven på 1100-talet.

## Publicerad i
- Graduale Romanum XII
- Bjuråkerhandskriften
- Höghandskriften
- Den svenska mässboken 1942, del 1.
- Gudstjänstordning 1976, del II Musik.
- Den svenska kyrkohandboken 1986 under Herre, förbarma dig.